# Vignacourt
Vignacourt – miejscowość i gmina we Francji, w regionie Hauts-de-France, w departamencie Somma.
Według danych na rok 1990 gminę zamieszkiwały 2294 osoby, a gęstość zaludnienia wynosiła 79 osób/km² (wśród 2293 gmin Pikardii Vignacourt plasuje się na 114. miejscu pod względem liczby ludności, natomiast pod względem powierzchni na miejscu 23.).